# Saccharum
Saccharum é um gênero de plantas herbáceas pertencente à família Poaceae.
O gênero é comum em regiões tropicais, subtropicais e temperadas quentes na África, Eurásia, Austrália, Américas e várias ilhas oceânicas. Várias espécies são cultivadas e naturalizadas em áreas fora de seus habitats nativos.
Saccharum inclui as canas-de-açúcar. Elas têm caules robustos, articulados e fibrosos, geralmente ricos em açúcar, e medem de dois a seis metros de altura. Todas as espécies de cana-de-açúcar se cruzam e as principais cultivares comerciais são híbridos complexos.
Uma das pragas que afetam Saccharum, são larvas de Eldana, um gênero de mariposas da família Pyralidae.

## Espécies
- Saccharum arundinaceum
- Saccharum barberi
- Saccharum bengalense
- Saccharum edule
- Saccharum officinarum L.
- Saccharum procerum
- Saccharum ravennae (L.) Murray
- Saccharum robustum
- Saccharum sinense
- Saccharum spontaneum[3][4]